# Airalo
Airalo è una compagnia che vende eSIM. Fornisce ai viaggiatori eSIM per oltre 200 paesi e regioni in tutto il mondo, consentendo loro un accesso immediato a Internet all'estero. Al 10 luglio 2025, l'applicazione Airalo conta oltre 20 milioni di utenti ed è disponibile su App Store e Google Play Store in 53 lingue.

## La storia
Airalo è una startup con sede negli Stati Uniti, fondata nel 2019 da Abraham Burak e Bahadir Ozdemir. Il loro obiettivo è dare ai viaggiatori l'accesso a una connettività globale istantanea e conveniente attraverso la tecnologia eSIM.
Abraham e Bahadir sono imprenditori nomadi digitali che hanno sperimentato in prima persona le limitazioni della connettività in viaggio. La tecnologia eSIM ha rappresentato un'opportunità per fornire un'alternativa più conveniente e accessibile ai viaggiatori.
Nel 2019, Airalo ha ottenuto un finanziamento iniziale di 1,9 milioni di dollari da parte di Antler e dal fondo di avviamento Surge di Sequoia Capital. Nel 2021 si è assicurata un finanziamento nel round di Serie A per 5 milioni di dollari. Nel 2023, 60 milioni di dollari in un round di finanziamento di Serie B. e& Capital, il ramo venture di e& (meglio conosciuto come il vettore Etisalat con sede negli Emirati Arabi Uniti), ha guidato il round con la partecipazione del "generatore" di startup Antler Elevate, Liberty Global, Rakuten Capital, Singtel Innov8, Surge (il fondo early-stage gestito da Peak XV, precedentemente noto come Sequoia Capital India e SEA), Orange, T Capital (il ramo venture di Deutsche Telecom), KPN Ventures, Telefónica Ventures e I2BF Global Ventures.
Nel luglio 2025, Airalo ha reso noto di aver concluso con successo un round di finanziamento di Serie C, raccogliendo 200 milioni di dollari. L’operazione è stata guidata da CVC Capital Partners, con la partecipazione degli investitori esistenti Peak XV e Antler Elevate.